# Thoracanthoides
Thoracanthoides is een geslacht van vliesvleugeligen uit de familie Eucharitidae. De wetenschappelijke naam van dit geslacht is voor het eerst geldig gepubliceerd in 1928 door Girault.

## Soorten
Het geslacht Thoracanthoides is monotypisch en omvat slechts de volgende soort:
- Thoracanthoides albispina Girault, 1928